# Чепмен, Джон
Джон А́льберт Че́пмен (англ. John Albert Chapman; 14 марта 1882, Моклендс — 31 декабря 1948, Плимут, Девон) — шотландский футболист и футбольный тренер.
Является шестым главным тренером в истории футбольного клуба «Манчестер Юнайтед». Приступил к работе в 1921 году, когда Джек Робсон ушёл с поста главного тренера «Юнайтед» из-за болезни. 8 октября 1926 года руководство «Манчестер Юнайтед» получило телеграмму от Футбольной ассоциации, в которой говорилось о тренерской дисквалификации Чепмена. Причина такого решения не называлась. Вскоре после этого главным тренером «Юнайтед» был назначен Лал Хилдич.

## Тренерская статистика
| Команда           | Период работы                  | Показатели | Показатели | Показатели | Показатели | Показатели |
| Команда           | Период работы                  | И          | В          | Н          | П          | В %        |
| ----------------- | ------------------------------ | ---------- | ---------- | ---------- | ---------- | ---------- |
| Манчестер Юнайтед | 31 октября 1921—8 октября 1926 | 221        | 86         | 77         | 58         | 038,91     |